# Dimetiltriptamină
N, N-Dimetiltriptamină sau scurt  DMT este un acronim pentru dimetiltriptamină, o substanță psihoactivă, mai precis un halucinogen din familia triptaminelor. Ea se găsește în anumite plante, și arbori cum ar fi pinus, dar este și produsă natural în corpul multor mamifere, inclusiv în cel uman, prin intermediul glandei pineale. DMT-ul poate fi și sintetizat și administrat în diferite metode, cea mai populară fiind fumatul. De asemenea, amestecul shamanic Ayahuasca, folosit în anumite triburi amerindiene din Amazon și nu numai, are ca substanță de bază DMT-ul și se administrează oral cu ajutorul unui inhibitor MAOI.
DMT are o structură chimică asemănătoare neurotransmițătorului serotonină. Această substanță, deși secretată natural în corp, este ilegală în majoritatea statelor lumii.

Structura chimică a DMT

## Rol
Rolul prezenței DMT-ului nu este în totalitate cunoscut, speculații destul de frecvent întâlnite fiind că acesta creează conștiința sau sufletul, deoarece este secretat prima dată în viața unui om în embrion. De asemenea, se speculează că DMT-ul are un rol în producerea viselor, fiind eliberat de glanda pineală de fiecare dată înainte de somn. Alte momente în care este eliberat sunt la moarte (cea mai mare cantitate de pe durata vieții aproximativ 0.004 g/kg corp ) - ceea ce a născut mitul/teoria cum că DMT-ul este "poarta către viața de după moarte" și momentele în care subiectul este aproape de moarte (numite NDE - "near death experiences"), cum ar fi cele datorate șocului produs de accidente sau chiar moartea clinică. Pacienți care au trecut prin asemenea experiențe susțin frecvent că au văzut un "tunel colorat" sau alte viziuni similare, efecte ce sunt foarte asemătoare DMT-ului sintetizat.

## Efecte
În general această substanță produce puternice halucinații vizuale și experiențe interpretate de unii ca fiind de factură spirituală. În cazul în care substanța este inhalată experiența durează 5-15 minute. Efectele adverse ale adiministrării de DMT includ: creșterea concentrației de hormoni de creștere, creșterea ritmului cardiac și a presiunii arteriale, dilatarea pupilelor, secreție accentuată de cortisol, betaendorfine, corticotropină.
Ceremoniile cu amestecul Ayahuasca sunt susținute cu scopul unei evoluții spirituale sau vindecâtoare. Ceremonia este de obicei recomandata atunci când individul ajunge la maturitate.

## Media și publicații
Doctorul Rick Strassman a publicat cel mai cunoscut studiu al DMT-ul în cartea "DMT: Molecula Spiritului" ("DMT: The Spirit Molecule"), după care s-a creat documentarul cu același nume, găzduit de către actorul și comedianul Joe Rogan - care a creat de-a lungul carierei sale numeroase materiale informative despre DMT. 
Printre alți susținători populari ai beneficiilor DMT-ului, se numură filosoful Terrence Meckenna și artistul Alex Grey. 